# Hypexilis pallida
Hypexilis pallida là một loài bọ cánh cứng trong họ Cerambycidae.